# Abe no Hirafu
Abe no Hirafu (阿部 比羅夫, Abe no Hirafu), né vers 575 et mort vers 664 (?) était un amiral et un gouverneur de la province de Koshi dont l'histoire est racontée par le Nihon Shoki.

## Biographie
Alors connu sous le nom de Abe no Ōmi, il dirige entre 658 et 660[réf. nécessaire] trois expéditions maritimes contre les peuples du nord du Japon, alors appelés emishi (barbares) par les gens du Yamato, avec une flotte de 180 bateaux.
En 663, il conduit la flotte envoyée par l'empereur Tenji secourir le Paekche contre l'invasion Silla, mais est vaincu à la bataille de Hakusukinoe par les Silla et leurs alliés chinois de la dynastie Tang.
Après cette défaite, il est nommé gouverneur de Dazaifu (Kyūshū).